# 五・一五事件
五・一五事件（ごいちごじけん）は、1932年（昭和7年）5月15日に日本で起きたクーデタ事件。
井上日召の影響を受けた海軍青年将校が陸軍士官学校生徒や愛郷塾生らと協力し、内閣総理大臣官邸・立憲政友会本部・日本銀行・警視庁などを襲撃し、第29代内閣総理大臣の犬養毅を暗殺した。

## 背景
大正時代、衆議院第一党の党首が内閣総理大臣になるという「憲政の常道」が確立したことで議会政治が根付き始めた。しかし、1929年（昭和4年）の世界恐慌に端を発した大不況により企業倒産が相次ぎ、失業者は増加、農村は貧困に喘ぎ疲弊する一方で、大財閥などの富裕層は富を蓄積して格差が広がり社会不安が増大するが、それらの問題に対処できず富裕層を守るばかりと見られた政党政治が敵視されるようになり、政治の革新が強く求められるようになっていた。国家革新を求める者の中には過激化し、時の首相を暗殺しようとする動き（濱口首相遭難事件）が起こったり、昭和維新を標榜し、政党と財閥を倒し軍事政権の樹立を目指す陸軍将校らによるクーデター未遂事件（三月事件、十月事件）も相次ぐなど、世情は緊迫していった。
海軍でも、ロンドン海軍軍縮条約を締結した内閣に不満を抱いた一部の将校らは、クーデターによる国家改造計画を抱き始める。計画の中心人物だった海軍の藤井斉は、陸海軍共同での決起を目指して一部陸軍将校や民間の井上日召、西田税らと連携し計画を練っていた。しかし、主力と期待された皇道派の陸軍若手将校らは1931年12月成立の犬養内閣で皇道派の荒木貞夫が陸相となったところから必ずしも決起の必要はないと考える者も増え、陸軍将校（後に二・二六事件を起こすメンバーら）は時期尚早であるとして決裂、また、井上日召は、海軍将校らに軍務による制約があり憲兵の監視も受けるなど十分な活動ができないことに見切りをつけ、社会不安を引き起こすための要人テロを民間人側で起こすことに主眼を置く（血盟団事件）など、運動の方向性は分裂していく。藤井は折しも起こった第一次上海事変に出征、実行を目にしないまま戦死することになるが、藤井の同志らは計画実現を目指して行動を続ける。まず、2月11日の紀元節に宮中参内する政府要人らを襲撃、一挙に殺害して社会不安を起こし戒厳令を布告させ、それにより軍が実権を握り、昭和維新・国家改造につなげられることを期待した計画が立てられた。後に血盟団関係者が裁判で語ったところによれば、井上の提案により、このとき海軍軍人らが一部陸軍軍人とともに決起し陸軍側がやった形にみせかけて犬養首相を殺害し、そうすれば大川周明派の陸軍軍人らも座視できず合流、西田税・菅波三郎派の陸軍軍人も呼応させられるのではないかという計画であったという。しかし、海軍軍人らは各地に散らばっていて、また、憲兵らの監視もあり、その意志を確認することにも困難があり、連絡がうまく行かず、この計画は中止となる。

## 計画
血盟団事件の中心人物である井上日召は同事件後に出頭する直前、藤井斉の同志であった古賀清志海軍中尉と中村義雄海軍中尉に密かに会い、海軍軍人が後に続いて決起する事を確認しあったが、血盟団事件の発生を受けて憲兵隊や特別高等警察は警戒と監視を強め、同志の一人である浜勇治海軍大尉が身柄を拘束されるなど、活動は危機的状況に追い込まれつつあった。古賀と中村は大蔵栄一陸軍中尉や安藤輝三陸軍中尉など陸軍青年将校や陸軍士官学校本科生らと接触し共同での決起を呼びかける。時期尚早と考える青年将校らの反応は鈍かったが、後藤映範ら11名の士官候補生は決起参加に賛同し、計画は海軍将校と陸軍士官候補生とで実行されることとなった。また、古賀は霞ヶ浦の飛行学校から上京する際に、水戸郊外へ赴き農本主義者の橘孝三郎を口説いて、主宰する愛郷塾の塾生たちを農民決死隊として参加させる同意を得た。これは軍人だけの決起ではなく、苦しんでいる農民が止むに止まれず立ち上がったという大義名分を示すために必要なものであったと古賀は後に述べている。更に古賀は大川周明を訪れ、数回にわたり多額の資金と拳銃5丁、実弾約150発の提供を受けている。
3月31日、古賀と中村は土浦の下宿で落ち合い、第一次実行計画を策定した。この時の計画案では、襲撃対象は首相官邸、牧野内大臣官邸、立憲政友会、立憲民政党、日本工業倶楽部、華族会館の6ヶ所で、襲撃後は東郷平八郎元帥による戒厳令政府を設立し、権藤成卿、荒木貞夫陸相らによる軍閥内閣を樹立して国家改造を行うというクーデター計画であった。この後、計画は二転三転し、5月13日、土浦の料亭・山水閣で最終の計画（第五次案）が決定した。具体的な計画としては、参加者を4組に分け、5月15日午後5時30分を期して行動を開始、
- 第一段として、海軍青年将校率いる第一組は総理大臣官邸、第二組は内大臣官邸、第三組は立憲政友会本部を襲撃する。つづいて昭和維新に共鳴する大学生2人（第四組）が三菱銀行本店に爆弾を投げる。
- 第二段として、第四組を除く他の3組は合流して警視庁を襲撃して決戦を挑み、その後憲兵隊本部に自首する。
- これとは別に農民決死隊を別働隊とし、午後7時頃の日没を期して東京近辺に電力を供給する変電所数ヶ所を襲撃し、電気を止め東京を暗黒化する。
- 加えて血盟団の残党である川崎長光に依頼し、時期尚早だと反対する西田税を計画実行を妨害する裏切者として、この機会に暗殺する。

というものであり、当初の計画にあった戒厳令政府の設立とその後の軍事政権による国家改造というクーデター構想は事実上放棄され、集団テロ計画に変わっている。5月15日が決行日とされたのは、陸軍士官候補生が満州視察旅行から戻るのが前日の14日であり、15日は日曜日のため休暇外出することが出来るし、また来日中のチャールズ・チャップリン歓迎会が首相官邸で行われる予定のため、首相が在邸するはずであるとの理由であった（チャップリンと事件の関係については「チャールズ・チャップリン#4度の訪日」を参照）。決起のために用意した武器は、拳銃13丁、手榴弾21発、短刀15口程度であった。
村山格之海軍少尉が2月3日、駆逐艦薄に乗り組んで上海に出征し、4月16日上海に停泊中の海防艦出雲で田崎元武海軍大尉からブローニング拳銃1挺、弾丸50発を入手し、当時通信艇として上海－佐世保間を往復していた駆逐艦楡の乗組員大庭春雄少尉に頼んで佐世保に持ち帰らしめ、同月29日に自らこれを古賀に手渡す。
昭和天皇の弟である高松宮は、その日記に五・一五事件について「主として藤井（斉）少佐の系統で大川周明氏の流れを組む連中なり。田崎（元武）は新田目直寿のつづく共産系であった。新田目は本式の共産党員として活動しているそうな」とある。

## 経過

### 決行前日
5月14日、同志三上卓海軍中尉が、電報による連絡を受けて呉から上京し、黒岩勇海軍予備少尉と共に芝の水交社で古賀、中村と合流。三上はこの時点で初めて計画の詳細を知る。満州から帰校した士官候補生らにも翌日の決起が連絡された。古賀ら4名は最終準備を済ませると神楽坂の料亭で最後の酒宴を催した。実はこの日、先に身柄を拘束されていた同志の浜大尉が計画の一部を当局に白状したため、16日に古賀と中村を拘束することになっていた。

### 決起当日
5月15日朝、西田税の自宅に村中孝次陸軍中尉、栗原安秀陸軍中尉ら陸軍青年将校らが集まり、海軍が陸軍士官候補生を巻き込んで決起する事を危惧して制止策を検討していた。午前10時30分頃、陸軍士官学校生との連絡役であった池松武志・元陸軍士官学校本科生が坂元兼一・陸軍士官学校生と芝で接触し計画の詳細を確認、坂元は士官学校へ戻り同志に計画を伝えた。午後1時30分、菅波三郎陸軍中尉から呼び出された池松と坂元は、菅波から決起を思い止まるよう説得され、計画を教えるよう求められるが、池松らはこの日が決行日であることは明かさずに、説得を振り切って集合場所へ向かう。
三上と黒岩は旅館において話し合い、古賀らには無断で決起の趣旨を記した檄文を作成、謄写機で約1000枚のビラを刷った後、集合場所へ向かった。

### 首相官邸襲撃

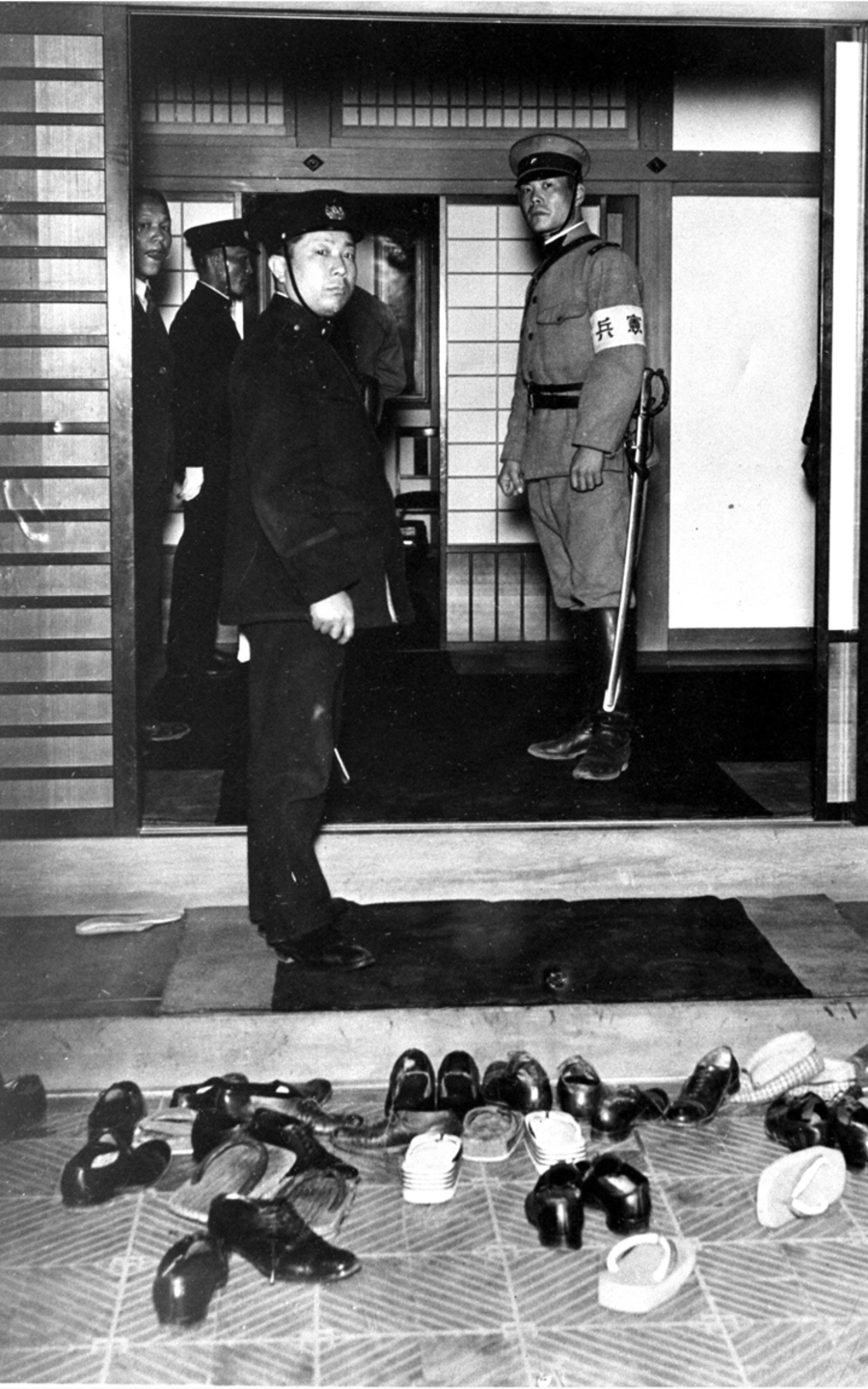
襲撃直後の首相官邸の日本館の玄関の様子

5月15日当日は日曜日で、犬養首相は折から来日していたチャップリンとの宴会の予定変更を受け、終日官邸にいた。夫人の千代子は知人の結婚披露宴に参加するため帝国ホテルに出掛けており、息子で首相秘書官の犬養健も不在だった。訪問者はひいきにしていた料亭の女将、萱野長知、難波清人、往診に来た耳鼻科医の大野喜伊次の4人だけであった。
午後5時5分、三上中尉率いる第一組9人は靖国神社に集合した。三上中尉、黒岩予備少尉、陸軍士官学校本科生の後藤映範、八木春雄、石関栄の5人が表門組、山岸宏海軍中尉、村山海軍少尉、陸軍士官学校本科生の篠原市之助、野村三郎の4人を裏門組としてタクシー2台に分乗して首相官邸に向かった。タクシー車内において武器の分配と計画の最終確認が行われた。ところが、三上の拳銃が表門組車内に見当たらず、途中でタクシーを止め、裏門組から拳銃を受け取った。しかし、その拳銃も故障しており、全弾装填出来ない状態であった。官邸付近に到着すると、三上は拳銃を出して運転手を脅し、表門を突破して表玄関前に車を着けるよう指示した。恐怖した運転手が言われるまま車を進行させ玄関前に着けると、5名は降車し午後5時27分頃、正面玄関から官邸に入った。
対応に出た警視庁の警察官に対し、来客を装い首相に面会したい旨を告げると、警察官は一同を待たせて奥へ向かった。門前にいた守衛が不審に思って駆けつけて来ると、三上らは拳銃を取り出し発砲、警察官の後を追い、手当たり次第に部屋の扉を開けて首相を探した。表の洋館から首相の居室である日本館に続く扉を蹴破った三上らは、そこにいた警備の田中五郎巡査に首相の居場所を尋ねるが、答えなかったため銃撃した（田中巡査は5月26日に死亡する）。
護衛の巡査の一人から変事を知らされたとき、まわりの者は逃げるよう犬養に勧めたが、犬養は「いいや、逃げぬ」と答えたという。犬養の孫の道子は、さして逃げ場もなく醜態を晒したくなかったのだろうとそのとき居合わせた母は考えたとして語っているが、犬養が海軍将校らの襲撃をどのように理解していたかについては人により意見が分かれる。襲撃側の表門組と裏門組は日本館内で合流、三上が日本館の食堂で犬養首相を発見した。三上は直ちに拳銃を首相に向け引き金を引いたが、一発しか装填されていなかった弾を既に撃ってしまっていたため発射されなかった。三上は首相の誘導で15畳敷の和室の客間に移動するが、途中、大声で全員に首相発見を知らせた。客間に入ると犬養首相は床の間を背にしてテーブルに向って座り、そこで自分の考えを話し、説得しようとしたとみられる。この時、首相と食事をするために官邸に来ていた嫁の犬養仲子と孫の犬養康彦が姿を現したが、黒岩が女中に命じて立ち去らせた。一同起立のまま客間で首相を取り囲み、三上が首相といくつかの問答をしている時、山岸が突然「問答無用、撃て、撃て」と大声で叫んだ。ちょうどその瞬間に遅れて客間に入って来た黒岩が山岸の声に応じて犬養首相の頭部左側を銃撃、次いで三上も頭部右側を銃撃し、犬養首相に深手を負わせた。すぐに山岸の引き揚げの指示で9人は日本館の玄関から外庭に出たが、そこに平山八十松巡査が木刀で立ち向かおうとしたため、黒岩と村山が一発ずつ平山巡査を銃撃して負傷させ、官邸裏門から立ち去った。
官邸付近にいた警察官が、不審に思って近づいてくるとこれを拳銃で威嚇、警察官が怯んだ隙に逃走し、拾ったタクシー2台に分乗し桜田門の警視庁本部へ向かった。
三上らは犬養首相が即死したと思っていたが、首相はまだ息があり、すぐに駆け付けた女中のテルに「呼んで来い、いまの若いモン、話して聞かせることがある」と強い口調で語ったと言う。家族の連絡を受けて駆けつけた大野医師（帰りの車を待つためまだ邸内にいた）が応急処置を施し、事件後に帰宅した息子で首相秘書官の犬養健の問いかけにも応じていた。更に20人を越える医師団が駆け付け、輸血などの処置を受けたが、次第に衰弱、午後9時過ぎに容態が急変し、午後11時26分になって死亡した。

### 内大臣官邸襲撃
午後5時頃、第二組の古賀中尉以下5名は泉岳寺前にある小屋の二階に集合、計画を確認するとタクシーに乗車して三田の内大臣官邸に向かった。午後5時25分、第二組は内大臣官邸に到着。古賀が邸内に手榴弾を投げ込んで爆発させた。更に古賀は警備の警察官に向かって発砲し負傷させる。池松元陸軍士官学校本科生も手榴弾を投げ込んだが不発であった。古賀は警視庁での決戦を重視し、牧野内府殺害計画を放棄、内大臣官邸については威嚇に止める事として、再びタクシーに乗車した。途中、三上中尉らが準備したビラを街頭に散布し、警視庁に向かった。
襲撃時、牧野内府は在宅していたが、奥座敷にいたため騒ぎに気づかなかったという。古賀は憲兵隊に出頭した後に、牧野内府を殺害しようとしなかった事を同志らに問いただされ、謝罪した。

### 立憲政友会本部襲撃
午後4時30分頃、第三組の中村海軍中尉以下4人は新橋駅に集合、タクシーに乗って立憲政友会本部に向かった。午後5時30分頃、休日で人影のない政友会本部に到着すると、中村が玄関に向かって手榴弾を投げたが不発であったため、中島忠秋・陸軍士官学校本科生が続いて手榴弾を投擲、玄関の一部に損傷を与えた。一行はすぐに立ち去り、警視庁に向かった。

### 三菱銀行本店襲撃
第四組である奥田秀夫（明治大学予科生で血盟団の残党）は、単独で行動を開始、三菱銀行本店の偵察を行う。午後7時20分頃、他の組が行動を開始して市内が騒然とする中、奥田は三菱銀行本店に到着、裏庭に向かって手榴弾を投げ込むが、木に当たって路上で爆発し外壁等に損傷を与えただけだった。
その後、奥田は友人宅へ泊まり、翌日自宅に帰ったところを逮捕された。

### 警視庁襲撃
首相官邸を襲撃した三上中尉ら第一組の先発5名は「決戦」を挑むため警視庁本部前に到着した。しかし、三上らの予想に反して警視庁では何の警戒体制も取られておらず、拍子抜けした三上らは自首するためそのまま麹町の憲兵隊本部へ向かった。その後、政友会本部から転進して来た第三組が警視庁前に到着し手榴弾を投擲するが、建物には届かず電柱を爆破したのみに終わる。この時、内大臣官邸から転進してきた第二組もほぼ同時に到着していたが、第三組はそれに気づかずそのまま走り去り、ビラを配布しつつ憲兵隊本部へ向かった。その後、第二組も手榴弾2発を投擲するが、いずれも不発であった。不審に思って近づいてきた警察官に古賀が拳銃を発砲、更に、警視庁の玄関に向かって池松らが発砲し、居合わせた警視庁書記1人と読売新聞記者1人を負傷させると、警視庁を立ち去って憲兵隊本部へ向かう。更にその後、第一組の残りの4名が警視庁前に到着、他の組が襲撃した後を見て、庁内に侵入、警視総監の居場所を尋ねるが、「不在」との回答を受けるとガラス扉を蹴破って立ち去り、憲兵隊本部へ向かった。
このように警視庁での「決戦」を目指しながらも、集合時間さえ決まっておらず、各組がバラバラに行動して連携も取れていなかったことにより、警視庁での「決戦」は失敗に終わった。

### 日本銀行襲撃
黒岩ら第一組4名は警視庁を襲撃した後、自首するために憲兵隊本部に到着したものの、成果に物足りなさを感じ日本銀行を襲撃することにした。再び車に乗って日本銀行正門前に到着した4名は手榴弾を投げて爆発させ、敷石等に損傷を与えたが、そのまま再び憲兵隊本部へ戻った。

### 変電所襲撃
別働隊の農民決死隊7名は、午後7時ごろに東京府下の変電所6ヶ所（尾久の東京変電所、鳩ヶ谷変電所、淀橋変電所、亀戸変電所、目白変電所、田端変電所）を襲い「帝都暗黒」を目論み、配電盤を破壊したり、配線を切断するなどの破壊活動を行なったが、単に変電所内設備の一部を破壊しただけに止まり、停電はなかった。

### 西田税宅襲撃
事件当日にも、西田税の自宅には陸軍青年将校らが集まり、海軍が陸軍士官候補生を巻き込んで決起する事を制止しようと検討していた。陸軍将校らが立ち去った後、血盟団員の川崎長光が西田宅を訪れ面会を求めた。西田は面識のある川崎を招き入れ、書斎で2人で会話していたところ、川崎が隙を見て突如拳銃を発射した。西田が反撃して格闘となるが、川崎は更に拳銃を連射し西田に瀕死の重傷を負わせ逃亡した。西田は病院に搬送され一命を取り留めた。

### 出頭・検挙
第一組・第二組・第三組の計18人は午後6時10分までにそれぞれ麹町の東京憲兵隊本部に駆け込み自首した。一方、警察では1万人を動員して徹夜で東京の警戒にあたった。 
6月15日、資金と拳銃を提供したとして大川周明が検挙された。
7月24日、愛郷塾の橘孝三郎がハルビンの憲兵隊に自首して逮捕された。
9月18日、拳銃を提供したとして紫山塾の本間憲一郎が検挙された。
11月5日、本間憲一郎の拳銃提供に関連して天行会の頭山秀三が検挙された。

## 裁判

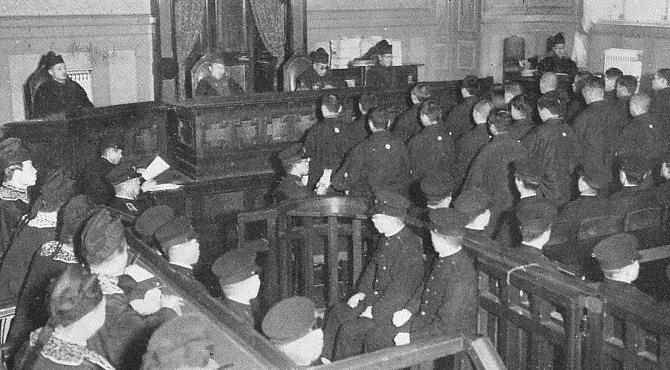
関与した民間人に対する裁判

事件に関与した海軍軍人は海軍刑法の反乱罪の容疑で海軍横須賀鎮守府軍法会議で、陸軍士官学校本科生は陸軍刑法の反乱罪の容疑で陸軍軍法会議で、民間人は爆発物取締罰則違反・刑法の殺人罪・殺人未遂罪の容疑で東京地方裁判所でそれぞれ裁かれた。元陸軍士官候補生の池松武志は陸軍刑法の適用を受けないので、東京地方裁判所で裁判を受けた。起訴までの間に、陸海軍と司法省の間で調整が図られ、陸海軍側は反乱罪を軍人以外にも適用する事を主張したが、司法省の反対により反乱罪の民間人への適用は見送られた。

### 海軍軍法会議
海軍軍法会議は1933年（昭和8年）5月17日、予審を終えて反乱罪・同予備罪で古賀海軍中尉、三上海軍中尉ら10名を起訴した。三上らは公判において自分たちの主張を国民に訴えかけて広めることにより、公判を通じて国家改革を進める事を獄中で誓い合った。7月24日、公判が開始されたが、この際、被告人達には新調した軍服を着ることが特別に許可された。古賀中尉は自分の思想的背景について述べ、政党政治家や財閥などの特権階級を批判した。三上中尉は政治家、財閥、高級軍人らを徹底的に批判し、天皇親政による国家改革の必要を説くなど計3日間にわたって公判で自説を展開し注目を集めた。他の被告人も日本の現状を批判し、犬養首相には個人的恨みはないが国家改革のために仕方なく襲撃したことを述べた。公判は28回にわたって開かれ、9月11日、論告・求刑が行われた。山本検察官は古賀中尉を反乱罪の首魁とし、三上中尉、黒岩予備少尉も首謀者として3名に死刑を、中村中尉ら3名は同罪で無期禁錮、伊東少尉ら3名は反乱予備罪で禁錮6年、塚野大尉は同罪で禁錮3年とそれぞれ求刑した。弁護人は被告人らの愛国心を訴えて情状酌量を求めた。検察官の論告文は事件を暴挙として批判し軍人として政治に関与する事を戒める内容であったが、これは被告人らがロンドン海軍軍縮条約への批判を行っていたことから、海軍内の条約賛成派が主導したものであった。これに対し、条約反対派からは強い反発が起こり、両派の対立抗争が判決に影響を与えることとなった。11月9日、判決が言い渡され、古賀、三上に禁錮15年、黒岩に禁錮13年、中村ら3名に禁錮10年、伊東ら3名に禁錮2年、塚野に禁錮1年という、求刑に比べて遥かに軽い判決が下された。判決文では事件を重罪に当たるものとしながら、被告人らの憂国の志を褒め称える内容となっていた。

### 陸軍軍法会議
陸軍軍法会議は1933年（昭和8年）5月17日、反乱罪・同予備罪で元陸軍士官候補生11名を起訴し、7月25日、公判が開始された。公判において後藤映範は明治維新の勤皇志士について述べ、五・一五事件を桜田門外の変になぞらえた。篠原市之助は犬養首相には何の恨みもないが支配階級の象徴として仕方なく襲撃したことを述べた。他の被告人も東北の農村の窮状を涙ながらに訴えて政界・財界の腐敗を糾弾するなど自説を展開し、決起に至った動機が日本の革新であることを主張した。公判は8回開かれ、8月19日に論告・求刑が行われ、匂坂春平検察官は被告人全員に対し禁錮8年を刑した。反乱罪は主導者については全て死刑という重罪であったが、元陸軍士官候補生の被告人らは従属的立場で犯行に関わったのみであるという理由であった。この際、軍人である匂坂検察官が被告人の人間性について褒め称えたりするなど、被告人らに対する陸軍側の擁護的姿勢が見て取れる。9月19日、被告人ら全員に求刑より軽い禁錮4年の判決が下された。

### 東京地方裁判所
東京地方裁判所は1933年（昭和8年）5月11日、予審を終え民間人被告人20名を爆発物取締罰則違反などの罪で起訴し、9月26日に公判が開始され、23回の公判が開かれた。10月30日に論告・求刑が行われ、橘、長崎に無期懲役、大川ら4名に懲役15年、他の被告に12年から7年の懲役が求刑された。翌1934年（昭和9年）2月3日、判決が言い渡され、橘が無期懲役、大川ら3名が懲役15年、他の被告らが懲役12年から7年となった。首相を射殺した実行犯で首謀者の三上中尉ら軍人が禁錮15年であるのに対し、民間人参加者への判決は相対的に非常に重いものとなっている。
当時の政党政治の腐敗に対する反感から犯人の将校たちに対する助命嘆願運動が巻き起こり、将校たちへの判決は軽いものとなった。このことが後に起こる二・二六事件の陸軍将校の反乱を後押ししたと言われ、実際二・二六事件の反乱将校たちは投降後も量刑について非常に楽観視していたことが二・二六将校の一人磯部浅一の獄中日記によってうかがえる。

## 服役
有罪判決を受けた者は小菅刑務所や豊多摩刑務所に収監された。1934年（昭和9年）紀元節の恩赦があり刑期を1/4減刑。1938年（昭和13年）2月1日、禁錮10年の判決を受けていた山岸宏、中村義雄、村山格之が仮出所。さらに同年に行われた憲法発布50年祝典による恩赦で刑期を1/4減刑、同年7月4日に禁錮15年の判決を受けていた古賀清志、三上卓、黒岩勇が4年9か月で仮出所した。

## 報道と世論
事件発生直後の午後5時30分頃から、ラジオの臨時ニュースで首相官邸襲撃が報じられ、事件を伝える新聞各社の号外が当日中に配られた。事件当夜、翌日の新聞に事件に関する記事の掲載を禁じることが陸軍から要請され、一度は掲載禁止が決定された。しかし既に号外等で報道されている状態で情報を遮断すれば、却って社会の不安を煽るという内務省からの意見を受けて報道が許可される。しかし、犯人の氏名や事件と軍との関係について等は報道が禁じられ、事件後1年間は内務省により報道管制が敷かれた。ただし、当日の読売新聞号外には既に「三上海軍中尉ら18名」と実名報道されている。翌日発行の東京朝日新聞号外では「主犯陸海軍人十七名」と報じているものの、氏名は伏せ字となっている。報道管制に対し、在京新聞各社は共同で内務省に抗議している。また信濃毎日新聞など地方紙では事件に関して軍部批判を掲載する新聞もあった。
事件の1年後、報道管制が解除され、1933年（昭和8年）5月17日には陸軍省、海軍省、司法省が合同で事件の概要を公表した。この中で犯人達の動機について、政党・財閥・特権階級の退廃を打破し国家の革新を目指した純粋なものである旨が強調され、新聞各紙によって報道された。荒木貞夫陸軍大臣は被告人らに同情的なコメントを発したが、この時点で事件から1年間が経過しており、国民の関心はあまり高くはなかった。一方で大角岑生海軍大臣は、もし首謀者達を無罪にすれば後の禍根になると述べ、山本孝治にその旨を論告に入れるよう提案し山本検察官も同意している。
首謀者達は自分たちの行動を桜田門外の変に見立てていたが、三上卓は朝鮮との関係が強く古賀清志は泉岳寺前の小屋に集結する、東京憲兵隊本部に自首していることから、永井荷風は「彼らは忠臣蔵をも意識した行動をとっていた」と述べる（ただし、古賀清志は自著で「泉岳寺の小屋の二階に当日タクシーで運転手を脅し行った」と記すのみで赤穂義士や赤穂事件に全く言及していない）など赤穂浪士になぞらえたりする識者もいた。
しかし、事件の公判が開始され、純粋に国家について憂い日本の現状を打破するために決起したという法廷での被告人らの主張が報道されると、政党政治や財閥などに不満を抱いていた国民の間で、被告人らに同情しその行為を称揚する世論が盛り上がり、公判を通じて自らの主張を国民に訴えようとした三上中尉らの目論見に沿った展開となっていった。被告人らを称揚する劇が上演され、三上中尉が作詞した「青年日本の歌」が広く歌われ、被告人らを讃える「昭和維新行進曲」のレコードがヒットしたりするなど、被告人らを英雄的に扱う動きが社会現象となった。
公判中の8月には被告人らに対する減刑嘆願運動が全国で盛り上がり始め、大日本生産党、日本国家社会党などの政治団体が中心となって各地で減刑を求める集会が開かれたほか、左翼団体とは別に多くの個人が嘆願書を出したり、青年団や企業が署名を集めたりした。しかし、民間人被告への減刑運動は大きな盛り上がりが見られないまま判決を迎えている。

## 「話せばわかる」
犬養が殺害される際に、犬養と元海軍中尉山岸宏との間で交わされた「話せばわかる」「問答無用、撃て!」というやり取りはよく知られているが、「話せばわかる」という言葉は犬養の最期の言葉というわけではない。前述の通り、犬養は銃弾を撃ち込まれたあとも意識があったとされている。なお、山岸は次のように回想している。
また、元海軍中尉三上卓は裁判で次のように証言している。
孫の犬養道子は著書『花々と星々と』にて、現場に居た母親の証言を引用する形で、祖父の発言を次のように述懐している。

## 「黒幕」説
事件には裏で関与した「黒幕」がいたのではないかとする説がある。
犬養はロンドン軍縮会議の海軍力削減における統帥権干犯問題では海軍に協力して時の政府を攻撃、自身の内閣では皇道派の荒木貞夫を陸相にすえる等、軍に協力的な姿勢をとることが多かった。そのため、なぜ犬養が暗殺対象となったかについては疑問も多く、諸説ある。内閣を倒し戒厳令を施行させ軍人内閣を作り国家改造を果たす為にたまたま時の首相が犬養であったからとする説、犬養が満州進出に反対の立場をとり中国側との交渉に動いていたため植民地主義者の森恪などが策謀したのではないかとする説）、それ以前の2月11日段階での決起案で犬養を暗殺し陸軍のしわざに見せれば大川一派も含めた陸軍軍人らも決起するだろうと血盟団の井上日召が提案し採用されていたことからその案がそのまま踏襲されたとする説などである。
事件当夜、首相官邸に駆けつけた書記官長の森恪の不自然な行動から、森が事件に関与しているのではないかという噂は事件直後から政界に広まっていた。森は犬養首相襲撃の急報を受けて直ちに官邸に駆けつけたが直接書記官長室へ入って引き篭もったまま、重体の犬養首相を見舞おうともしなかった事を、森の元部下の植原悦二郎が証言している。外務大臣の芳澤謙吉は、事件当夜の官邸で森が「青年将校を大量に免官しようとしていた犬養首相が間違っている」という趣旨の発言をしたことから、陸軍と親しかった森が事件と関係していると疑った。また、新聞記者であった木舎幾三郎は事件当夜の官邸で森に会った際に笑顔で手を握られたため不審に思ったという。他にも、森が犬養首相の死を喜んでいるかのような態度であったことを感じたという証言が複数あり、森が事件の裏にいるのではないかという憶測が広まっていた。
孫の犬養道子も著作で「森が兵隊に殺させようとしている」という情報が、政友会幹事の久原房之助から親族を通じて伝えられたことを記録している。
作家の松本清張は、襲撃者達が犬養首相の動向を知っていたり、首相官邸の見取図を持っていた事などから、内報者がいた可能性を指摘している。犬養首相の暗殺で有名な事件だが、首相官邸・立憲政友会（政友会）本部・警視庁とともに、牧野伸顕内大臣も襲撃対象とみなされた。しかし「君側の奸」の筆頭格で、事前の計画でも犬養に続く第二の標的とみなされていた牧野邸への襲撃はなぜか中途半端なものに終わっている。松本清張は計画の指導者の一人だった大川周明と牧野の接点を指摘し、大川を通じて政界人、特に犬養と中国問題で対立し、軍部と通じていた森恪などが裏で糸を引いていたのでは、と推測している。
だが、中谷武世は古賀から「五・一五事件の一切の計画や日時の決定は自分達海軍青年将校同志の間で自主的に決定したもので、大川からは金銭や拳銃の供与は受けたが、行動計画や決行日時の決定には何等の命令も示唆も受けたことはない」と大川の指導性を否定する証言を得ており、また中谷は大川と政党人との関係が希薄だったことを指摘し、森と大川に関わりはなかった、と記述している。
また森は大川と関係が悪かった北一輝との方が親しかったため、大川から森に計画が知らされたとは考えにくく、そもそも計画の主目的は犬養首相暗殺ではないことから、首相周辺の内通者の存在自体が必須でなかったという見解もある。
なお、右翼巨頭の頭山満は犬養の政治的盟友とされているが、その三男の頭山秀三が頭山満の右翼・任侠世界での後継者となっていて、奇怪なことに、犬養暗殺用の拳銃は武器持出しが困難な海軍将校のために秀三がそれと知った上で用立てており、さらに先立つ血盟団事件では、頭山満の腹心とでもいうべき本間憲一郎（頭山満の元秘書。当時は茨城の国家主義団体「紫山塾」の長で、頭山秀三の右翼団体「天行会」の理事であった）のつてとされるが、犬養の暗殺まで企てていた血盟団首領の井上日召を頭山満自身が匿っている。
この他、中国進出をめぐって対立しがちであった荒木陸相の責任を問う考えも強い。事件後に荒木陸相が見舞いに来たが、犬養の娘の操（芳澤外相の妻）に「あなたがやった」と言われ、荒木は、崩折れたように畳廊下に手をつき、長い間その背を震わせていたという。

## 後継首相の選定

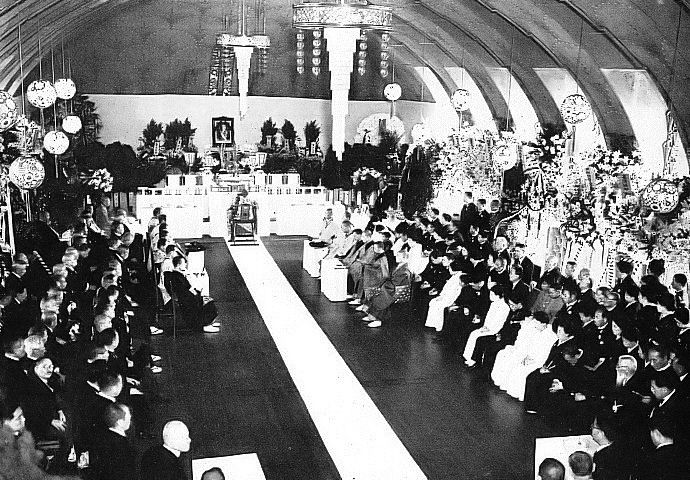
犬養毅の葬儀

事件で殺害された犬養首相の後継の選定は難航した。従来は内閣が倒れると、天皇から元老の西園寺公望にたいして後継者推薦の下命があり、西園寺がこれに奉答して後継者が決まるという流れであったが、この時は西園寺は興津から上京し、牧野内大臣の勧めもあって、首相経験者の山本権兵衛・若槻禮次郎・清浦奎吾・高橋是清、陸海軍長老の東郷平八郎元帥海軍大将・上原勇作元帥陸軍大将、枢密院議長の倉富勇三郎などから意見を聴取した。
当時、誰を首相にするかについては様々な意見があった。
- 総裁を暗殺された政友会は事件後すぐに鈴木喜三郎を後継の総裁に選出し、政権担当の姿勢を示していた。
- 昭和天皇からは鈴木貫太郎侍従長を通じて後継内閣に関する希望が西園寺に告げられた。その趣旨は、首相は人格の立派な者、協力内閣か単独内閣かは問わない、ファッショに近いものは絶対に不可、といったものであった。
- 陸軍の内部では平沼騏一郎という声が強く、政友会でも森恪らはこれに同調していた[31]。また陸軍の革新派には荒木貞夫をかつぎだし軍人内閣を作れという要求もあった。いずれにせよ陸軍は政党内閣には反対であった。

結局西園寺は政党内閣を断念し、軍を抑えるために退役海軍大将で穏健な人格であった斎藤実を次期首相として奏薦した。斎藤は民政・政友両党の協力を要請、挙国一致内閣を組織する。西園寺はこれは一時の便法であり、事態が収まれば憲政の常道に戻すことを考えていたとされる。ともかくもここに8年間続いた憲政の常道の終了によって政権交代のある政治及び政党政治は崩壊し、第二次大戦後まで復活することはなかった。

## GHQによる調査
1945年（昭和20年）12月14日、連合国軍最高司令官総司令部は日本政府に対し五・一五事件をはじめとした、1932年（昭和7年）から1940年（昭和15年）までに発生したテロ事件に係る文書（警察記録、公判記録などいっさいの記録文書）の提出を求めた。提出命令に先立ち、同年12月6日までにA級戦犯容疑者の逮捕命令が出されていた。

## 関係者

### 実行者

#### 首相官邸襲撃隊
- 三上卓 - 海軍中尉で「妙高」乗組。反乱罪で有罪（禁錮15年）。1938年（昭和13年）に出所後、右翼活動家となり、三無事件に関与
- 山岸宏 - 海軍中尉。禁錮10年
- 村山格之  - 海軍少尉。禁錮10年
- 黒岩勇 - 海軍予備少尉。反乱罪で有罪（禁錮13年）
- 野村三郎 - 陸軍士官学校本科生。禁錮4年
- 後藤映範 - 陸軍士官学校本科生。禁錮4年
- 篠原市之助 - 陸軍士官学校本科生。禁錮4年
- 石関栄 - 陸軍士官学校本科生。禁錮4年
- 八木春雄 - 陸軍士官学校本科生。禁錮4年

#### 内大臣官邸襲撃隊
- 古賀清志 - 海軍中尉。反乱罪で有罪（禁錮15年）。1938年（昭和13年）7月に古賀清志らは特赦で出獄し、山本五十六海軍次官と風見章内閣書記官長のところへ挨拶に行って、それぞれ千円（2018年現在の貨幣価値で500万円）ずつもらったという[37]。
- 坂元兼一 - 陸軍士官学校本科生。禁錮4年
- 菅勤 - 陸軍士官学校本科生。禁錮4年
- 西川武敏 - 陸軍士官学校本科生。禁錮4年
- 池松武志 - 元陸軍士官学校本科生。禁錮4年

#### 立憲政友会本部襲撃隊
- 中村義雄 - 海軍中尉。禁錮10年
- 中島忠秋 - 陸軍士官学校本科生。禁錮4年
- 金清豊 - 陸軍士官学校本科生。禁錮4年
- 吉原政巳 - 陸軍士官学校本科生。禁錮4年

#### 民間人
- 橘孝三郎 - 「愛郷塾」主宰。刑法犯（爆発物取締罰則違反、殺人及殺人未遂）で有罪（無期懲役）。1940年（昭和15年）に出所
- 大川周明 - 反乱罪で有罪（禁錮5年）
- 本間憲一郎 - 「柴山塾」主宰。禁錮4年
- 頭山秀三 - 玄洋社社員。頭山満の三男

### 反乱予備罪
- 伊東亀城 - 海軍少尉。禁錮2年、執行猶予5年
- 大庭春雄 - 海軍少尉。禁錮2年、執行猶予5年
- 林正義 - 海軍中尉。禁錮2年、執行猶予5年
- 塚野道雄 - 海軍大尉。禁錮1年、執行猶予2年

### 裁判関係
- 高須四郎 - 海軍横須賀鎮守府軍法会議判士長・海軍大佐
- 西村琢磨 - 陸軍第一師団軍法会議判士長・陸軍砲兵中佐
- 神垣秀六 - 東京地方裁判所裁判長・判事
- 木内曽益 - 検事。東京地方裁判所に係属した被告事件の主任検事。
- 山本孝治 - 検察官
- 藤尾勝夫 - 海軍横須賀鎮守府軍法会議判士
- 高頼治 - 法務官
- 大和田昇 - 海軍横須賀鎮守府軍法会議判士
- 木阪義胤 - 海軍横須賀鎮守府軍法会議判士
- 大野小郎 - 海軍横須賀鎮守府軍法会議補充判士
- 清瀬一郎 - 弁護人
- 林逸郎 - 弁護人
- 花井忠 - 弁護人
- 浅水鉄男 - 海軍中尉、特別弁護人

## 題材にした作品

### 小説
- 『チャップリンを撃て』（日下圭介著、講談社ノベルス、1986年9月、ISBN 4061812661）
- 『チャップリン謀殺計画』（松田十刻著、原書房、1998年4月、ISBN 4562030801）
  - 『チャップリン謀殺指令』（松田十刻著、新人物往来社、2010年5月、ISBN 978-4404038517）上記『チャップリン謀殺計画』の改題、改稿。
- 『昭和維新 : 小説五・一五事件』（もりたなるお著、新人物往来社、2000年）
  - 上 - ISBN 4404028903[38]
  - 下 - ISBN 4404028911[39]
- 『五月十五日のチャップリン』（川田武著、光文社文庫、2005年5月、ISBN 433473880X）
- 『蒼きテロルの翼』（三咲光郎著、祥伝社、2013年7月、ISBN 4396634129）
- 『チャップリン暗殺指令』（土橋章宏著、文藝春秋、2017年6月、ISBN 978-4163906690）
- 『泣いてチャップリン』（森毅著、幻冬舎メディアコンサルティング、2019年4月、ISBN 978-4344922396）

### 映画
- 『重臣と青年将校 陸海軍流血史』（1958年）[40]
- 『動乱』（1980年）

### テレビドラマ
- 『花々と星々と』（NHKドラマ人間模様、1978年）[41]
- 『熱い嵐』（TBS、1979年）[42]
- 『チャップリン暗殺計画』（読売テレビ木曜ゴールデンドラマ、1980年）[43]
- 『経世済民の男 高橋是清』（NHK、2015年）[44]
- 『いだてん〜東京オリムピック噺〜』（NHK大河ドラマ、2019年）[45]

### 漫画
- 『昭和天皇物語』（作：能條純一）（2021年　※雑誌『ビッグコミックオリジナル』掲載年）

### 音楽
- 『青年日本の歌（昭和維新の歌）』

作詞・作曲：三上卓　
- 『五・一五事件 昭和維新行進曲(海軍の歌) 』・『五・一五事件 昭和維新行進曲(陸軍の歌)』

作詞・作曲：畑中正澄
歌：黒田進（楠木繁夫）（ツルレコード）
- 『昭和青年愛国歌』・『昭和青年神軍歌』

歌：昭和青年会合唱団（ツルレコード）
- 『昭和青年の歌』

歌：岡本喜美子、黒田高守、三島康子、津笠茂子、水沢周国、松浦祥明（ツルレコード）